# Hajdarabad (Indie)
Hajdarabad (hindi हैदराबाद, trb.: Hajdarabad, trl.: Haidarābād; telugu హైదరాబాదు; urdu ‏حیدر آباد‎; ang. Hyderabad) – miasto w środkowo-południowych Indiach, stolica stanu Telangana. Do 2  czerwca 2014 roku był stolicą Andhra Pradesh i przez kolejne 10 lat od tej daty ma służyć jako tymczasowa stolica tego stanu.

## Geografia
Hajdarabad leży w środkowej części wyżyny Dekan, nad rzeką Musi (dopływ Kryszny).

## Historia

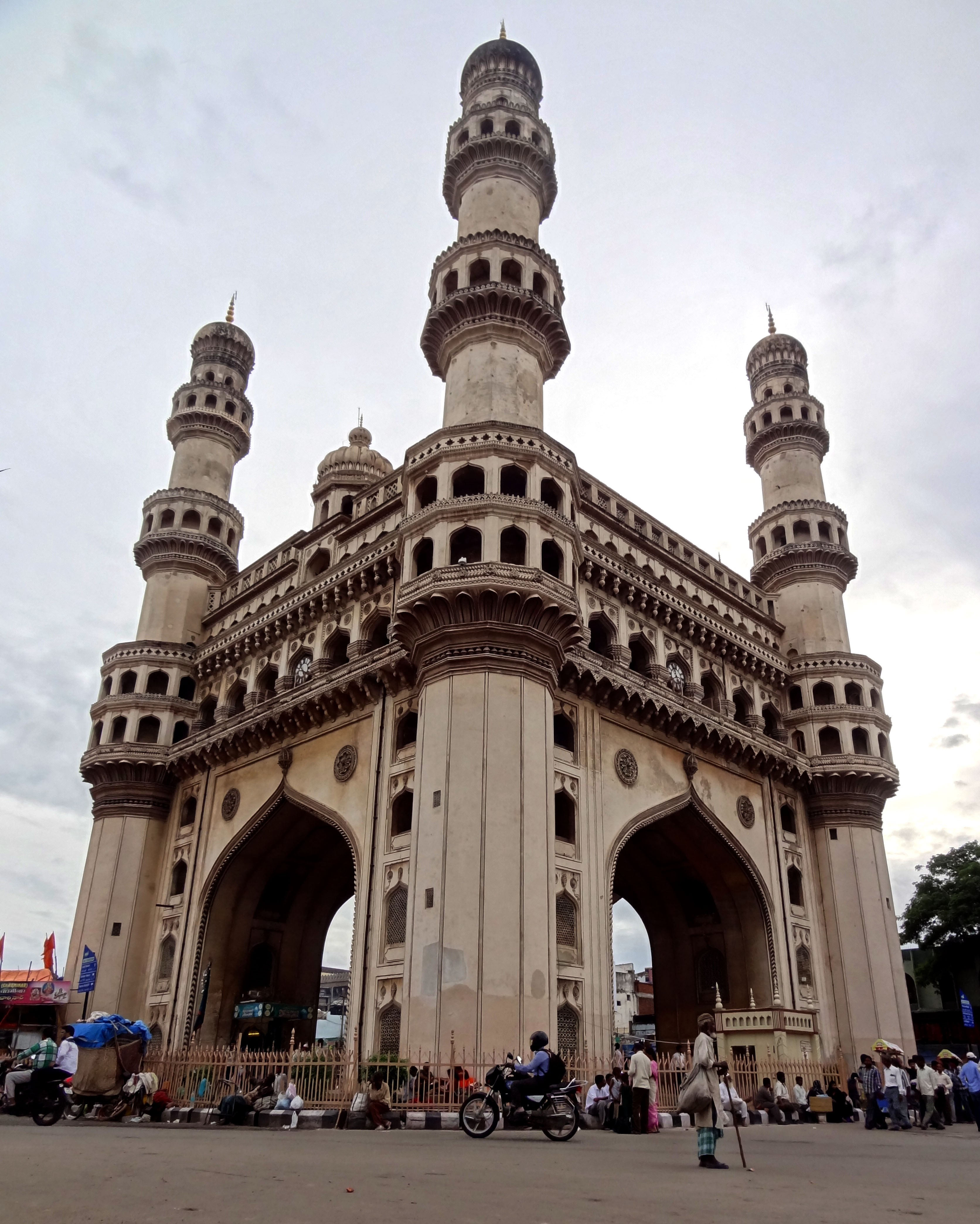
Meczet Charminar

Założony w 1591 jako nowa stolica przez władcę Golkondy Kutbśaha. W XVII wieku na przedmieściach działały znane kopalnie diamentów. Pod koniec tego stulecia miasto zdobył wielki Mogoł Aurangzeb, ale w 1724 Asaf Dżah I ponownie stworzył tu państwo. Rządzony odtąd przez nizamów, Hajdarabad stał się ważnym ośrodkiem artystycznym. W połowie XVIII wieku popadł on w zależność od Francji, a zaraz potem – od Anglii.
Podstawowe języki – telugu dla hinduistów, urdu dla ludności muzułmańskiej. Coraz popularniejszy staje się angielski.

## Turystyka
- Ćarminar – Charminar, którego nazwa  oznacza cztery wieże stanowi symbol miasta;  zbudowany w 1591 roku przez króla Muhammada Kuli Kutbśaha z dynastii Kutbśahi, jako zalążek nowego miasta nad rzeką Musi;  według jednej legendy stanął w miejscu, gdzie król ujrzał swoją kochankę, tancerkę Bhagmati, według innej w podzięce za uwolnienie miasta od epidemii; z czterech stron tej budowli znajdują się monumentalne arkady, a na górze najstarszy meczet w  mieście. Minarety maja 54 metry wysokości; wokół dzielnica meczetów i bazarów.
- Ćarkaman – cztery łuki triumfalne, wzniesione w 1594 roku; kiedyś prowadziły na  dziś już nieistniejący plac apelowy pałaców królewskich;  wśród nich ozdobiony motywem symbolizujących pomyślność ryb Maćhli Kaman, Śer-e-dil Kaman, który prowadzi do  sklepów sari z brokatu i jedwabiu, Ćarminar Kaman, który stanowił wejście do królewskiego meczetu w Ćarminarze i Daulat-Khan-e-Ali, który wiódł do pałacu.
- Laad Bazaar, słynie ze sprzedaży m.in. wypraw dla panny młodej.
- Szpital Unani, który wzniósł ostatni nizam Hajdarabadu, by podtrzymać tradycję grekoarabskiej medycyny.
- Muzeum Salara Dżanga III, / Salardźanga premiera, Hajdarabadu – w kolekcji wyroby z jadeitu z czasów Mogołów, miniaturowe malarstwo,  Koran z podpisami trzech Mogołów.
- Purani Haweli  – Muzeum Nizamów – kompleks XIX-wiecznych klasycystycznych budowli, siedziba szóstego nizama Mahbub Ali Paszy, w bocznym skrzydle rezydencji, w Massarat Mahal dwupiętrowa garderoba o powierzchni siedemdziesięciu trzech metrów kwadratowych; wśród eksponatów muzeum zdjęcia pokazujące  niezwykłe  bogactwo nizamów, ich porcelana i srebra.
- Osmania Hospital, wzniesiony w 1925 roku podczas odbudowy miasta przez nizama po powodzi  1908 roku; wraz z gmachami Boy's High School z różowego granitu i Sądu Najwyższego z czerwonego piaskowca i gmachem dworca kolejowego zbudowanymi w latach 1914-36  stanowi on zespół budowli zbudowanych według planów Brytyjczyka Vincenta Esha, używającego w dekoracji islamskich detali.
- Badśahi Aśukhana – Królewski Dom Żałoby, zbudowany w 1595 przez Muhammada Kuli Kutbśaha, piątego władcę z dynastii Kubtśahi jako miejsce,  w którym zbierali się szyici w święto Muharram; przechowuje się tu zdobione złotem, srebrem i kamieniami szlachetnymi sztandary niesione w procesji.
- Pałac Falaknuma, najbardziej wystawny z pałaców nizamów, zbudowany 1872 roku; fronton w stylu palladiańskim, a zenanę pomieszczenia dla kobiet– zbudowano w stylu indosaraceńskim; wystrój bardzo bogaty, stropy obite skórą, meble i tkaniny z Francji, a marmury z Włoch; tu gościł król Jerzy VI, ale od czasu, gdy zmarł tu z przepicia szósty nizam Mir Mehbub Ali Khan, pałac używano rzadko; dziś to luksusowy hotel.
- na wzgórzu Kalabahad – Birla Mandir,  hinduistyczny kompleks świątynny z białego radżastańskiego marmuru ufundowany  w 1976 roku przez indyjskiego przemysłowca G.T. Birlę. Główną  świątynię dedykowano manifestacji Kryszny Wenkateśwarze – Panu Góry Wenkata; obok też ufundowane przez Birlę – planetarium i centrum nauki
- Mekka Masdźid – Mecca Masjid,  w którego centralny łuk  z czarnego granitu wbudowano czerwone cegły z Mekki; zbudowany w 1598 roku przez króla Abdullaha Kutb Szaha;  pochowano w nim kilku nizamów z dynastii Asaf Dźahi; w 2007 roku w wyniku wybuchu bomby zginęło czternaście osób, w tym pięć w zamieszaniu zabiła policja.
- Dżama Masdżid/ Jami Masjid, drugi z najstarszych meczetów Hajdaraabadu, wzniesiony w 1597 roku.
- Pałac Ćoumohalla – Chowmohalla, koło Charminaru; należał do siódmego i ostatniego nizama Osmana Ali Paszy (1911-1948); na dziedzińcach z fontannami odbywają się obecnie koncerty pieśni w urdu i perskim.
- Muzeum Archeologiczne Birla mieści się w myśliwskiej rezydencji szóstego nizama Mira Mehbuba Ali Khana, w pałacu Asmangarh – w nim wykopaliska z Andhra Pradesh, w tym rzeźby z brązu przedstawiające Wisznu i Śiwę; na południe od muzeum obelisk nad grobem Michela Raymonda, francuskiego najemnika w wojskach nizama, którego miejscowi uznali za bohatera.
- Państwowe Muzeum Archeologiczne zawiera dużą kolekcję sztuki buddyjskiej, brązy Ćolów, repliki malowideł i rzeźb z grot Elury i Adżanty.
- Rezydencja, obecnie University College for Women, zbudowana w osiemset piątym przez trzeciego nizama w darze dla brytyjskiego ambasadora Jamesa Kirkpatricka, na frontonie portyku – godło Kompanii Wschodnio– Indyjskiej – lew i jednorożec. Na terenie rezydencji znajduje się replika gmachu – dar Kirkpatricka dla żony, hajdarabadzkiej arystokratki Khairunissy Begum.
- Park KBR.
- Jusufian Dargah – grób sufickiego świętego z XVII wieku, z bractwa Czisztija.
- Utworzone w XVII wieku jezioro Husajn Sugar; wzdłuż niego trzykilometrowa promenada, przy której posągi wielkich postaci Andhra Pradesh; na środku  na skale 22-metrowy, monolityczny posąg Buddy Purnima Pełni Księżyca. Posąg waży trzysta pięćdziesiąt ton. Transportowany na miejsce w 1986 roku spadł z promu do wody, stanął na skale wydobyty z wody dopiero po siedmiu latach;  nad jeziorem Park Lumbini, w którym w  sierpniu 2007 roku w wyniku wybuchu  dwóch bomb zginęły czterdzieści dwie osoby; jezioro oddziela właściwy Hajdarabad  od Sikandarabadu,.
- Sikandarabad – Sekundarabd – zbudowana w 1806 dzielnica garnizonowa dla oddziałów brytyjskich; przez dwieście lat stała się bliźniaczym dla Hajdarabadu miastem, w centrum którego znajduje się Plac Defilad – Parade Ground, obok niego kościół świętego Andrzeja, Sucendarabad Club, neogotycki kościół św. Trójcy z 1848, otoczone murem ziemie pałaców Pajga zamieszkałych przez hajdarabadzką arystokrację, w wśród nich Wikar Manzil i Hiszpański Meczet z 1906 roku.
- filmowe miasteczko Ramdźi – produkcja filmów Tollywood – w języku telugu.
- Cyberabad – nowo powstałe miasto firm technologii komputerowej.
- w pobliżu Hajdarabadu umiejscowione są groby nizamów i kolebka Hajdarabadu, twierdza Golkonda.

## Szkolnictwo wyższe
- Uniwersytet Osmania (zał. w 1917)
- Uniwersytet Hyderabadu (zał. w 1974)
- Indyjska Szkoła Biznesu (zał. w 1999)
- Uniwersytet Prawa (zał. w 1998)
- Krajowy Uniwersytet Urdu im. Maulana Azada (zał. w 1998)

## Klimat
Latem temperatura waha się od 18 do 43 stopni Celsjusza (zimą od 9 do 26 stopni). Pora deszczowa – między czerwcem a październikiem. Monsun mniej odczuwalny niż na południu i bliżej wybrzeża.

## Hajdarabad w filmie indyjskim
Akcja wielu filmów indyjskich, szczególnie produkowanych w języku telugu, rozgrywa się w Hajdarabadzie, np:

- Okkadu
- Athadu
- Wojownik
- Sainikudu
- Nijam
- Stalin (film)
- Yogi
- Yeh Dil
- Happy
- Varsham
- 3 Deewarein
- Aata
- Desamuduru
- Mankatha

Od 1995 roku odbywa się tu co dwa lata międzynarodowy festiwal filmów dla dzieci.

## Miasta partnerskie
- Indianapolis, Stany Zjednoczone
- Dubaj, Zjednoczone Emiraty Arabskie
- Ipswich, Australia
- Brisbane, Australia
- Kazań, Rosja
- Miyoshi, Japonia
- Medellín, Kolumbia
- Monachium, Niemcy
- Riverside, Stany Zjednoczone
- Suwon, Korea Południowa
- Tajpej, Republika Chińska